# 1940 у хокеї з шайбою
Нижче наведені хокейні події 1940 року у всьому світі.

## НХЛ
У фіналі кубка Стенлі «Нью-Йорк Рейнджерс» переміг «Торонто Мейпл-Ліфс».

## Національні чемпіони
- Богемія та Моравія: ЛТЦ (Прага)
- Німеччина: «Вінер ЕВ» (Відень)
- Норвегія: «Гран» (Осло)
- Румунія: «Рапід» (Бухарест)
- Словаччина: СК (Братислава)
- Угорщина: БКЕ (Будапешт)
- Швеція: «Йота» (Стокгольм)
- Югославія: «Олімпія» (Любляна)

## Переможці міжнародних турнірів
- Кубок Татр: «Татри» (Попрад, Словаччина)

## Народились
- 18 січня — Олександр Альметов, радянський хокеїст. Олімпійський чемпіон.
- 31 січня — Калеві Нуммінен, фінський хокеїст та тренер. Член зали слави ІІХФ.
- 6 липня — Віктор Кузькін, радянський хокеїст. Олімпійський чемпіон. Член зали слави ІІХФ.